# Synageles nigriculus
Synageles nigriculus är en spindelart som beskrevs av Sergei N. Danilov 1997. Synageles nigriculus ingår i släktet Synageles och familjen hoppspindlar. Inga underarter finns listade i Catalogue of Life.